# اچ‌ام‌اس زولو (اف۱۸)
اچ‌ام‌اس زولو (اف۱۸) (به انگلیسی: HMS Zulu (F18)) یک کشتی است که طول آن ۳۴۴ فوت (۱۰۵ متر) می‌باشد. این کشتی در سال ۱۹۳۷ ساخته شد.